# خليل حنا
خليل حنا تادرس روائي مصري ومترجم ولد بمحافظة بني سويف 2 يونيو 1939 ابتدأ في الخمسينات من القرن الماضي. له مؤلفات متنوعة تشمل روايات عاطفية وترجمات وأبحاث عن الصحة الجنسية وكتب أيضا مؤلفات سياسية وتنمية بشرية وله الكثير من الأبحاث في مواضيع شتى مثل الأساطير والقوى الخفية.

## نشأته
وُلد خليل حنا تادرس عبد السيد إبراهيم في محافظة بني سويف. وكان خليل أصغر إخوته لم يكن له اشقاء ذكور بل 3 شقيقات الكبرى ماري والوسطى عايدة والصغرى عنايات أكمل تعليمه ببني سويف ثم سفره للقاهرة للعمل بهيئة التأمين والمعاشات. تزوج عام 1973 من السيدة سميرة شنودة منقريوس وأنجب ابنين وابنة سامح وأشرف ونيفين.

## حياته العملية
ابتدأ حياته الأدبية منذ عام 1958 حيث ظهرت له أولى مجموعاته القصصية بعنوان شيطان الحب عن دار نشر الحديثة 2 شارع كلوت بك بالقاهرة لصاحبها نصر عبيد الذي تولى بعدئذ نشر العديد من قصصه. ومنذ ذلك الحين حتى عام 1994 بلغت مؤلفاته 115 كتابا أعيد طبع أغلبها أكثر من مرة ومن أشهر رواياته نشوى والحب التي نشرها عام 1965 بمبلغ 10 قروش وتم إعادة طباعتها حوالي 20 طبعة وهي قصة فتاة متحررة عاطفية تقودها شهواتها إلى حيث لا تدري وقد لاقت هذه القصة نجاح شديد كما لاقت الكثير من النقد لطبيعة التقاليد المصرية المحافظة، اقترب أسلوبه من الأديب إحسان عبد القدوس من حيث الجرأة. في منتصف الستينات من القرن الماضي التقى بالناشر اللبناني عبود عبود صاحب دار نشر دار الجيل الذي نشر له أكثر من 50 كتابا، وقد اتفق معه على إنشاء فرع لدار الجيل بالقاهرة في شارع فيصل بمحافظة الجيزة ويتولى هو ادارتها والاشراف عليها والاشتراك في معرض القاهرة الدولي للكتاب منذ أول عام من إقامته. عمل في بداية حياته عام 1961 سكرتير مكتب الخدمة الاجتماعية ببطريركية الأقباط الأرثوذكس ثم عمل موظفا بالهيئة العامة للتأمينات والمعاشات منذ عام 1962 حتى 1985 إذ قدم استقالته لتفرغه لنشاطه الأدبي. في عام 1984 أقيمت دعوى قضائية ضده وقامت حملة شعواء متهمة اياه بالجرأة ولكن باءت بالفشل إذ انه جميع مؤلفاته حاصلة على موافقة الجهات الرقابية الداخلية والخارجية في مصر ولبنان كمان من يقوم بتوزيع كتبه دور مصر القومية (صحيفة الأهرام وصحيفة الاخبار وصحيفة الجمهورية) ومسجل عليها رقم الإيداع بتاريخ طبعها.قام الكثير من دور النشر المصرية والعربية بنشر كتبه منها دار كتابنا ومكتبة النافذة ودار الحياة ومكتبة رجب ودار الكتاب العربي وكنوز والدولية وزهران ومكتبة مدبولي وخلود والمكتبة العربية ببيروت ودار المختار. كما قدمت بعض مؤلفاته ككتاب الكتروني.